# Brandenberger Alpen
De Brandenberger Alpen zijn een bergketen in de Noordelijke Kalkalpen in de Oostenrijkse deelstaat Tirol. De keten is gelegen tussen de Achensee in het westen, het Unterinntal in het zuidoosten en de Beierse Vooralpen in het noorden.
Het gebergte staat ook bekend onder de naam Rofangebergte, alhoewel het eigenlijke Rofangebergte, of ook wel Sonnwendgebergte, enkel het westelijke deel van de Brandenberger Alpen tussen de rivier Brandenberger Ache en de Achensee beslaat. De centrale groep van de Brandenberger Alpen vormt een keten vanaf de Kotalmjoch in het westen tot aan de Rofanspitze in het oosten.

## Bergtoppen
De belangrijkste bergtoppen in de Brandenberger Alpen:
1. Hochiss, 2299 m
2. Seekarlspitze, 2261 m
3. Rofanspitze, 2259 m
4. Roßkopf, 2246 m
5. Spieljoch, 2236 m
6. Dalfázer Joch, 2233 m
7. Sagzahn, 2228 m
8. Vorderes Sonnwendjoch, 2224 m
9. Dalfázer Wand, 2210 m
10. Dalfázer Köpfln, 2208 m
11. Guffert, 2195 m
12. Haidachstellwand, 2192 m
13. Schokoladetafel, 2165 m
14. Stuhljöchl, 2157 m
15. Dalfázer Roßkopf, 2143 m
16. Kotalmjoch, 2122 m
17. Grubascharte, 2102 m
18. Unnutz, 2075 m
19. Rotspitz, 2067 m
20. Klobenjochspitze, 2041 m
21. Ebener Joch, 1957 m
22. Pendling, 1563 m